# 소남 카푸르
소남 카푸르(힌디어: सोनम कपूर, 영어: Sonam Kapoor, 1985년 6월 9일 ~ )는 인도의 배우이다.

## 출연 작품
- 산주 (2018)
- 비르 디 웨딩 (2018)
- 패드맨 (2018)
- 니르자 (2016)
- 프렘 라탄 단 파요 (2015)
- 돌리 키 돌리 (2015)
- 쿠브수랏 (2014)
- 베와쿠피얀 (2014)
- 달려라 밀카 달려 (2013)
- 란자나 (2013)
- 플레이어 (2012)
- 모썸 (2011)
- 아이 헤이트 러브 스토리 (2010)
- 델리 6 (2009)
- 사와리야 (2007)